# Дискографія Сохьон
Сохьон (народжена Со Джухьон) — південнокорейська співачка, учасниця жіночого гурту Girls' Generation і його підрозділу Girls' Generation-TTS. З моменту дебюту в 2007 році вона співпрацювала з різними виконавцями та випустила кілька саундтреків до корейських серіалів. Її сольна кар'єра почалася в січні 2017 року з випуском дебютного мініальбому Don't Say No.

## Мініальбоми
| Назва        | Деталі                                                                              | Пікові позиції у чартах | Пікові позиції у чартах | Пікові позиції у чартах | Пікові позиції у чартах | Продажі                                 |
| Назва        | Деталі                                                                              | KOR                     | JPN                     | US Heat                 | US World                | Продажі                                 |
| ------------ | ----------------------------------------------------------------------------------- | ----------------------- | ----------------------- | ----------------------- | ----------------------- | --------------------------------------- |
| Don't Say No | - Реліз: 17 січня 2017 - Лейбл: SM Entertainment - Формат: CD, цифрове завантаження | 1                       | 72                      | 23                      | 3                       | - Південна Корея: 33 369 - Японія: 1791 |

## Сингли

### Як головна артистка
| Назва          | Рік  | Пікові позиції | Продажі                  | Альбом       |
| Назва          | Рік  | KOR            | Продажі                  | Альбом       |
| -------------- | ---- | -------------- | ------------------------ | ------------ |
| «Don't Say No» | 2017 | 26             | - Південна Корея: 68 152 | Don't Say No |

### Співпраці
| Назва                                        | Рік  | Пікові позиції у чартах | Пікові позиції у чартах | Продажі                   | Альбом                                   |
| Назва                                        | Рік  | KOR                     | US World                | Продажі                   | Альбом                                   |
| -------------------------------------------- | ---- | ----------------------- | ----------------------- | ------------------------- | ---------------------------------------- |
| «Love Hate» (з Джессікою та Тіффані)         | 2008 | —                       | —                       | Н/Д                       | Roommate                                 |
| «Jjarajajja» (з Джу Хьонмі та Davichi)       | 2009 | —                       | —                       | Н/Д                       | Jjarajajja                               |
| «Let's Go» (з різними виконавцями)           | 2010 | —                       | —                       | Н/Д                       | Let's Go                                 |
| «Don't Say No» (з Юн Ґон)                    | 2012 | 17                      | —                       | - Південна Корея: 305 386 | Сингл без альбому                        |
| «You Are A Miracle» (з різними використання) | 2013 | 32                      | —                       | - Південна Корея: 53 496  | 2013 SBS Gayo Daejeon Friendship Project |
| «Secret» (з Юрі)                             | 2016 | 149                     | 10                      | - Південна Корея: 11 481  | Сингл без альбому                        |
| «—» позначає реліз, який не потрапив у чарт. |      |                         |                         |                           |                                          |

### Промо-сингли
| Назва                                           | Рік  | Альбом                              |
| ----------------------------------------------- | ---- | ----------------------------------- |
| «It's Fantastic» (з Джессікою та Тіффані)       | 2008 | It's Fantastic                      |
| «Haptic Motion» (з Тхейон, Джессікою та Санні)  | 2008 | Сингл без альбому                   |
| «Dreams Come True» (з Донхе)                    | 2011 | 2011 Asia Song Festival with UNICEF |
| «The Magic of Yellow Ribbon» (з Кім Хьонджуном) | 2011 | Сингл без альбому                   |
| «T'Ple Couple Want It!» (з Кюхьоном)            | 2013 | Сингл без альбому                   |

## Саундтреки
| Назва                                                     | Рік  | Пікові позиції у чартах | Продажі                   | Альбом                                        |
| Назва                                                     | Рік  | KOR                     | Продажі                   | Альбом                                        |
| --------------------------------------------------------- | ---- | ----------------------- | ------------------------- | --------------------------------------------- |
| «Touch the Sky» (з Тхейон, Джессікою, Санні та Тіффані)   | 2007 | —                       | Н/Д                       | Thirty Thousand Miles in Search of My Son OST |
| «The Little Boat» (з Тхейон, Джессікою, Санні та Тіффані) | 2008 | —                       | Н/Д                       | Hong Gil-dong OST                             |
| «Motion» (з Тхейон, Джессікою, Санні та Тіффані)          | 2009 | —                       | Н/Д                       | Heading to the Ground OST                     |
| «Haechi» (з Тхейон, Джессікою, Санні та Тіффані)          | 2010 | 276                     | Н/Д                       | My Friend Haechi                              |
| «It's Okay Even If It Hurts»                              | 2010 | 90                      | Н/Д                       | Kim Soo Ro OST                                |
| «Journey» (з TVXQ)                                        | 2011 | —                       | Н/Д                       | Paradise Ranch OST                            |
| «I'll Wait for You»                                       | 2012 | 32                      | - Південна Корея: 155 557 | Fashion King OST                              |
| «Cheap Creeper» (з Тхейон, Джессікою, Санні та Тіффані)   | 2014 | —                       | Н/Д                       | Make Your Move OST                            |
| «Milky Way»                                               | 2022 | Н/Д                     | Н/Д                       | Jinxed at First OST                           |
| «—» позначає реліз, який не потрапив у чарт.              |      |                         |                           |                                               |

## Авторство пісень
| Рік  | Альбом        | Пісня                                | Текст            | Текст      |
| Рік  | Альбом        | Пісня                                | Вказано в титрах | Співавтор  |
| ---- | ------------- | ------------------------------------ | ---------------- | ---------- |
| 2013 | I Got a Boy   | «Baby Maybe»                         | Так              | Суйон, Юрі |
| 2013 | I Got a Boy   | «XYZ»                                | Так              | Юрі        |
| 2014 | Holler        | «Only U»                             | Так              | Н/Д        |
| 2015 | Dear Santa    | «Dear Santa» (корейськомовна версія) | Так              | Н/Д        |
| 2017 | Don't Say No  | «Hello»                              | Так              | Джо Юнкьон |
| 2017 | Don't Say No  | «Magic»                              | Так              | Н/Д        |
| 2017 | Don't Say No  | «Lonely Love»                        | Так              | Н/Д        |
| 2017 | Don't Say No  | «Love & Affection»                   | Так              | Н/Д        |
| 2017 | Don't Say No  | «Bad Love»                           | Так              | Н/Д        |
| 2017 | Don't Say No  | «Moonlight»                          | Так              | Н/Д        |
| 2017 | Holiday Night | «Holiday»                            | Так              | Н/Д        |
| 2017 | Holiday Night | «Sweet Talk»                         | Так              | Н/Д        |

## Нотатки
1. ↑  З реклами гри Mabinogi.
2. ↑  З реклами мобільних телефонів Anycall Haptic.
3. ↑  З реклами Азійського пісенного фестивалю
4. ↑  З реклами косметичного бренду The Face Shop.
5. ↑  З реклами оператора SK Telecom.